# Trygodes musivaria
Trygodes musivaria är en fjärilsart som beskrevs av Herrich-Schäffer 1855. Trygodes musivaria ingår i släktet Trygodes och familjen mätare. Inga underarter finns listade i Catalogue of Life.